# Pimpla seyrigi
Pimpla seyrigi là một loài tò vò trong họ Ichneumonidae.